# Revolta d'Orlov

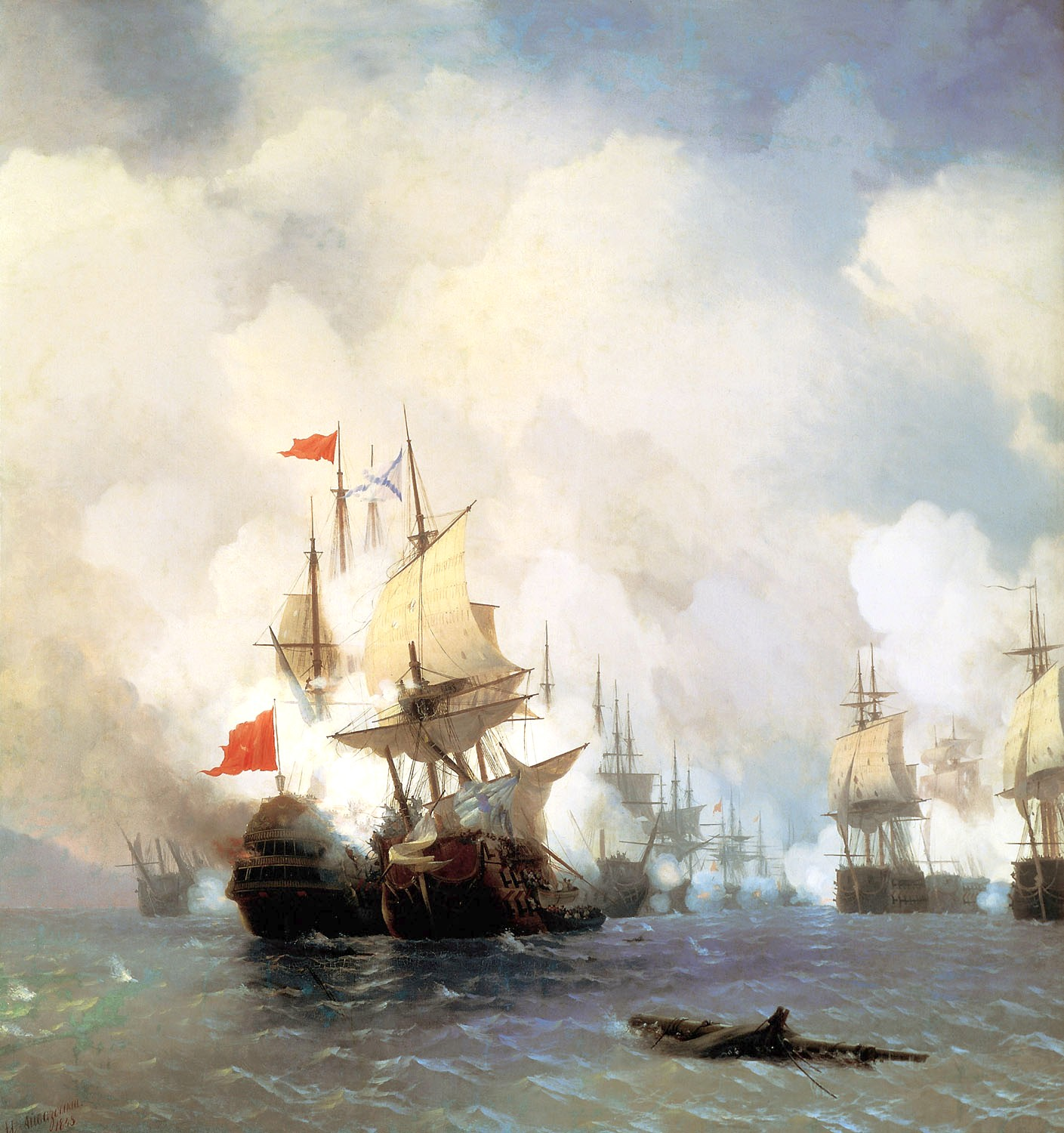
La batalla Çeşme (1770), pel pintor Ivan Aivazovski

La Revolta d'Orlov de l'any 1770, –a Grècia coneguda com els Esdeveniments Orlov (en grec: Ορλωφικά (γεγονότα) –, va ser una precursora de la guerra d'independència de Grècia (1821), que va tenir un aixecament grec al Peloponès a instàncies del comte Orlov, comandant de les Forces Navals de Rússia de la guerra russoturca.

## Antecedents
Desitjant afeblir l'Imperi Otomà i establir un estat grec independent prorus, els emissaris russos van ser enviats a Mani a mitjan dècada de 1760, per fer un pacte amb els líders locals que representaven la força militar més important a Grècia en aquell moment. Altres emissaris russos també van establir contacte amb el magnat navilier Daskalogiannis a Creta. El 1769, durant la guerra russoturca, una flota de catorze vaixells de guerra, comandada pel comte Aleksei Grigórievitx Orlov, va anar sortit de la mar Bàltica cap al Mediterrani. La flota va arribar a Mani el febrer de 1770 i va instar els seus habitants perquè es revoltessin. El soldats russos hi van romandre per ajudar a lluitar en la guerra terreste, mentre que la flota va navegar per la mar Egea.

## El progrés de la revolta
L'exèrcit grec va tenir alguns èxits inicials, alliberant ràpidament gran part de Morea. La revolta tanmateix no va aconseguir estendre's de manera efectiva a la resta de Grècia, amb la notable excepció de Creta, que era sota la direcció de Ioannis Vlahos (conegut com a Daskalogiannis). Tanmateix, el suport promès pels emissaris russos mai no va arribar a Creta i va deixar Daskalogiannis a la seva sort.
Amb l'assistència dels illencs grecs, la flota russa va ser capaç d'aconseguir una gran victòria contra la marina turca a la batalla de Çeşme, però això no va ajudar l'exèrcit grec a Morea. Com que els russos no van ajudar amb les forces promeses, la revolta va ser ràpidament derrotada.

## Conseqüències
Des del punt de vista rus, la missió del comte Orlov va ser un èxit, perquè va danyar la flota turca, va dirigir els turcs cap al sud i va contribuir a la victòria que va portar la signatura del Tractat de Küçük Kaynarca.
Des del punt de vista grec, l'assumpte va ser un fracàs que va costar un enorme nombre de vides, sigui pels combats o per les posteriors represàlies turques. Els grecs van ser deixats de banda a l'hora de redactar el Tractat de Küçük Kaynarca i, com a resultat, cada vegada van desconfiar més dels russos. Encara que les connexions gregues amb Rússia es van mantenir fortes, a causa de la influència dels grecs prominents a Rússia, entre la següent generació de líders grecs, molts, com Aléxandros Mavrokordatos, optarien per Gran Bretanya i França a l'hora d'establir aliances.
També a conseqüència de la frustrada revolta va morir el conegut predicador i monjo Cosme d'Etòlia (posteriorment canonitzat), que va ser detingut i executat el 1779 sota la sospita de ser un espia rus.

## Cultura popular
El protagonista de la novel·la Hyperion, de Friedrich Hölderlin, participa en 1770 en una revolta inspirada a la Revolta d'Orlov.